# Mucoproteína
Uma mucoproteína é uma glicoproteína composta primariamente de mucopolissacarídeos. Podem ser encontradas no fluido sinovial dos joelhos.
Sua concentração no organismo humano aumenta ou diminui como resposta a estímulos inflamatórios sépticos e assépticos, agudos e crônicos, localizados ou sistêmicos como a tuberculose, diabetes mellitus, neoplasia, doença do colágeno, cirrose hepática, gota, psoríase e diversas outras doenças infecciosas. Genericamente, o aumento das proteínas na fase aguda indicam um reforço nos mecanismos de defesa com função de inibir ou neutralizar as enzimas lisossomais oriundas de liberação pelos leucócitos fagocitários durante o processo de necrose tissular.